# محمد بن سوقة
أبو بكر محمد بن سوقة الغنوي الكوفي إمام حجة من الأئمة العباد الثقات، قال سفيان بن عيينة: «كان محمد بن سوقة لا يحسن أن يعصي الله تعالى»، كما يُذكر في كتاب رجال صحيح مسلم أنّه «كَانَ من الْقُرَّاء من أهل الْعِبَادَة وَالْفضل وَالدّين والسخاء يُقَال إِنَّه أنْفق على أهل الْعلم عشْرين وَمِائَة ألف دِرْهَم». تُوفي سنة نيف وأربعين ومائة.

## روايته للحديث النبوي
- حدث عن: أنس بن مالك، وسعيد بن جبير، وإبراهيم النخعي، وأبي صالح السمان، ومنذر الثوري، وجماعة.
- روى عنه: سفيان الثوري، وسفيان بن عيينة، وأبو معاوية، وعبد الرحمن بن محمد المحاربي، وعلي بن عاصم، ويعلى بن عبيد.

## ثناء العلماء عليه
هذه جملة من أقوال العلماء فيه:
- قال أبو حاتم الرازي: «صالح الحديث».
- قال أبو حاتم بن حبان البستي: «كان من القراء ومن أهل العبادة والفضل والدين والسخاء أنفق على أهل العلم عشرين ومائة ألف درهم».
- قال أحمد بن شعيب النسائي: «ثقة مرضي».
- قال أحمد بن صالح الجيلي: «ثبت، ليس بكثير الحديث».
- قال ابن حجر العسقلاني: «ثقة عابد مرضي».
- قال الدارقطني: «ثقة فاضل».
- قال سفيان الثوري: «أخرج إليكم كتاب خير رجل بالكوفة، فأخرج كتاب محمد بن سوقة، ومرة: كان مرضيا».
- قال يحيى بن معين: «ثقة».
- قال يعقوب بن سفيان الفسوي: «من خيار أهل الكوفة وثقاتهم».